# Asajirō Oka
Asajirō Oka (丘 浅次郎, Oka Asajirō), né le 18 novembre 1868 dans la préfecture de Shizuoka et mort le 2 mai 1944, est un scientifique et espérantiste japonais. Il diffusa le darwinisme au Japon.

## Biographie
Asajirō Oka nait le 18 novembre 1868 dans la préfecture de Shizuoka.
Asajirō Oka est le créateur d'une langue construite nommée zilengo. Cette langue a pour base les langues européennes. Il connait le volapük, mais ne connait pas l’espéranto. Cependant, d’après Ernest Drezen, le zilengo ressemblait un peu à l’espéranto. Ceci peut s'expliquer par le fait que le japonais et l’espéranto sont des langues agglutinantes et qu’Asajirō Oka a réutilisé le principe d’agglutination pour sa langue[réf. nécessaire].
Asajirō Oka est le premier Japonais à se rallier à l’espéranto, dès mars 1891. Il abandonna alors le zilengo[réf. nécessaire].